# Iryna Verechtchouk
Iryna Verechtchouk (en ukrainien : Ірина Андріївна Верещук), est une femme politique ukrainienne,, née le 30 novembre 1979 à Rava-Rouska, Nesterovskyi (actuellement Jovkva) dans l'oblast de Lviv.

## Biographie

### Éducation
Elle fait ses études à l'université nationale polytechnique de Lviv, puis étudie entre 2015 et 2016 en Pologne avec le programme Kirkland et en 2017 au sein du programme pédagogique de l'université Dragomadov.

### Carrière politique
Elle est élue : 

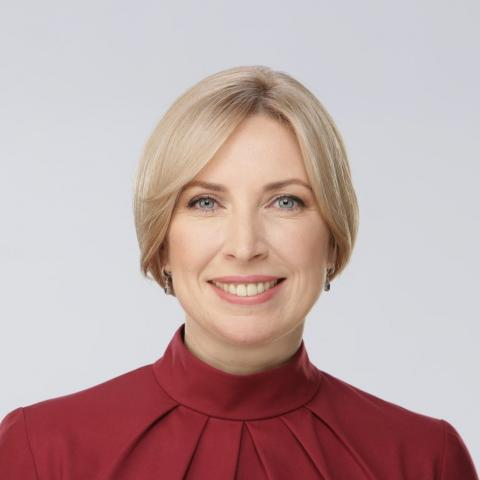
Portrait de Iryna Verechtchouk en 2021.

- en juin 2010, représentante du raïon de Jovkva[3] puis maire de sa ville natale le 30 octobre 2010[4] pour cinq années[4] ;
- députée lors des élections législatives ukrainiennes de 2019 comme membre du parti Serviteur du peuple.

Le 25 octobre 2020, elle se présente aux élections locales pour le poste de maire de Kiev pour son parti.

### Poste ministériel
En novembre 2021, elle est nommée vice-premier ministre, ministre de la Réintégration des territoires temporairement occupés par les forces russes, lors du remaniement ministériel de septembre 2024 elle a été remplacée par Oleksiy Tchernychov, le ministère devenant le Ministère de l'Unité nationale.
Elle se montre généralement en tenue militaire, et parle du sort des civils des territoires occupés par les Russes et de leur déplacement de force,.

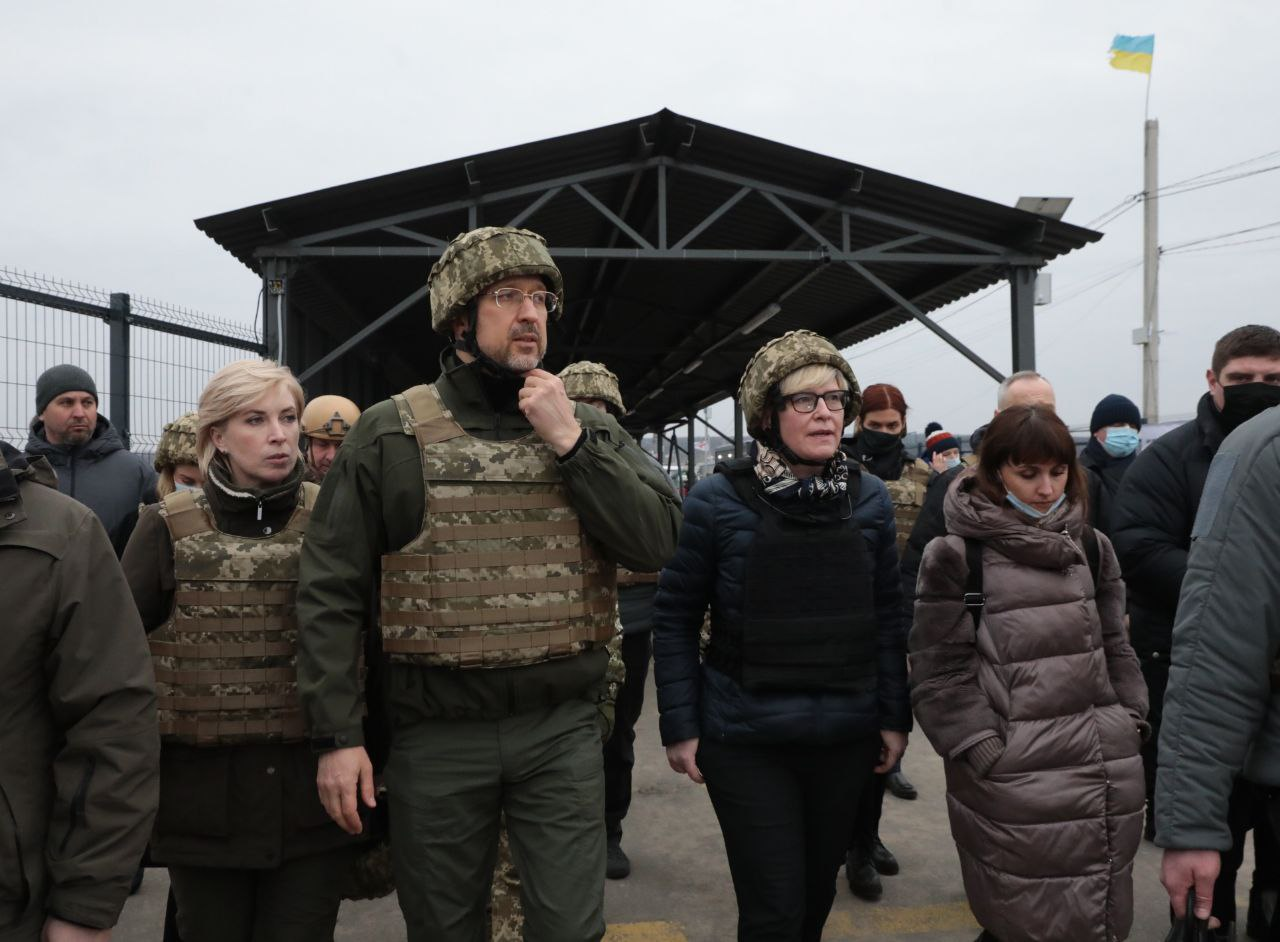
À gauche, tête nue, elle accompagne Denys Chmyhal et Ingrida Šimonytė, lors de la visite des premiers ministres au point de passage de Stanytsia Louhanska, 11 février 2022.